# Frank Humphris
Frank Humphris (31 mars 1911 - mars 1993) est un auteur de bande dessinée britannique. 
Dessinateur réaliste actif dans les années 1950 et 1960, il surtout connu pour ses différentes bandes dessinées de western.
De 1952 à 1962, il adapte en bande dessinée dans Eagle le western radiophonique de Charles Chilton Riders of the Range. Cette série est traduite en français sous le titre Jeff Arnold dans divers titres, dont Pilote.